# Cao đẳng Noubahini, Dhaka
Cao đẳng Noubahini, Dhaka tên cũ là Cao đẳng Hải quân Bangladesh, Dhaka (tiếng Bengal: নৌবাহিনী কলেজ, ঢাকা) hay Cao đẳng B. N. là một trường tiểu học, trung học cơ sở, trung học, và trung học phổ thông ở Dhaka do Hải quân Bangladesh điều hành.

## Lịch sử
Cao đẳng Noubahini, Dhaka ban đầu được thành lập với tên gọi là Trường Fahmida Cantonment vào ngày 21 tháng 2 năm 1978. Trường được chuyển đổi thành Trường Hải quân Bangladesh Dhaka vào năm 1982. Trường Cao đẳng Hải quân Bangladesh Dhaka ra đời vào tháng 7 năm 1996 với tư cách là một tổ chức riêng biệt. Theo chỉ thị của Sở chỉ huy Hải quân, Trường Cao đẳng và Trường Hải quân Bangladesh được sáp nhập vào tháng 10 năm 1998 và được đặt tên là Cao đẳng Hải quân Bangladesh Dhaka (tiếng Bengal: বাংলাদেশ নৌবাহিনী কলেজ ঢাকা). Vào tháng 4 năm 2022, tên của tổ chức này một lần nữa được đổi thành Cao đẳng Noubahini, Dhaka.

## Câu lạc bộ
Cao đẳng Noubahini, Dhaka có một số câu lạc bộ ngoại khóa.